# Munidopsis hawaii
Munidopsis hawaii — вид ракоподібних родини Munidopsidae. Описаний у 2023 році.

## Поширення
Мешкає на схилах підводних гір на Гавайських островах.

## Етимологія
Вид названий на честь Гавайського архіпелагу, оскільки цей вид став першим видом мунідопсидів (Munidopsidae), описаним у цій місцевості.

## Спосіб життя
Живиться органічними рештками і падаллю.